# Zamek w Malmaison
Zamek w Malmaison (fr. Château de Malmaison) – zamek znajdujący się na terenie miasta Rueil-Malmaison w departamencie Hauts-de-Seine we Francji. Nie jest zamkiem obronnym, raczej pałacem, chociaż nazywa się go zamkiem (château). Nazwa pałacu (palais) nadawana była posiadłościom w miastach, a posiadłości wiejskie nazywano zamkami. Malmaison było w czasach napoleońskich położone na terenach wiejskich, odległych o 7 km od centrum Paryża. Zamek jest znany jako rezydencja Józefiny i Napoleona Bonaparte.

## Pochodzenie nazwy
Pochodzenie nazwy Malmaison nie jest dobrze znane. Po łacińsku Malmaison oznacza zły dom. Ponoć nazwa jest związana ze średniowiecznymi najazdami tego miejsca przez Normandów i częstymi zbójeckimi napadami.

## Historia zamku
Budynek przekształca się z czasem, by stać się w XVIII wieku małym, prostym zamkiem bez większych ozdób należącym do Jacques’a-Jeana Le Coulteux du Molay, bogatego bankowca, do którego należały również posiadłości w Le Molay-Littry niedaleko od Bayeux.
Zamek w Malmaison stał się sławny, kiedy Józefina de Beauharnais, małżonka Napoleona Bonaparte, wykupiła go w 1799, za sumę 250 000 ówczesnych franków. Przypuszcza się, że to bankier Gabriel-Julien Ouvrard, jeden z najbogatszych ludzi we Francji w tym czasie, finansował zakup Józefiny. Bonaparte przejął zamek na swoje konto, po zamachu stanu, najprawdopodobniej finansując ten zakup z pieniędzy pierwszej kompanii włoskiej.
Napoleon zatrudnił znanych architektów Charles Percier i Pierre-François-Léonard Fontaine do renowacji i zmiany dekoracji w zamku, aby zaadaptować na ówczesny gust.
Zamek w Malmaison stał się wraz z nieistniejącym już paryskim pałacem Tuileries miejscem obrad rządu francuskiego w czasie Konsulatu. Napoleon mieszkał często w zamku aż do 1804 roku, kiedy przeniósł swoją siedzibę do Zamku w Saint-Cloud, większego od Malmaison i bardziej reprezentacyjnego, odpowiedniego dla tytułu nowego cesarza Francji. Napoleon będzie jednak wracał do Zamku w Malmaison aż do jego rozwodu z Józefiną w 1809.

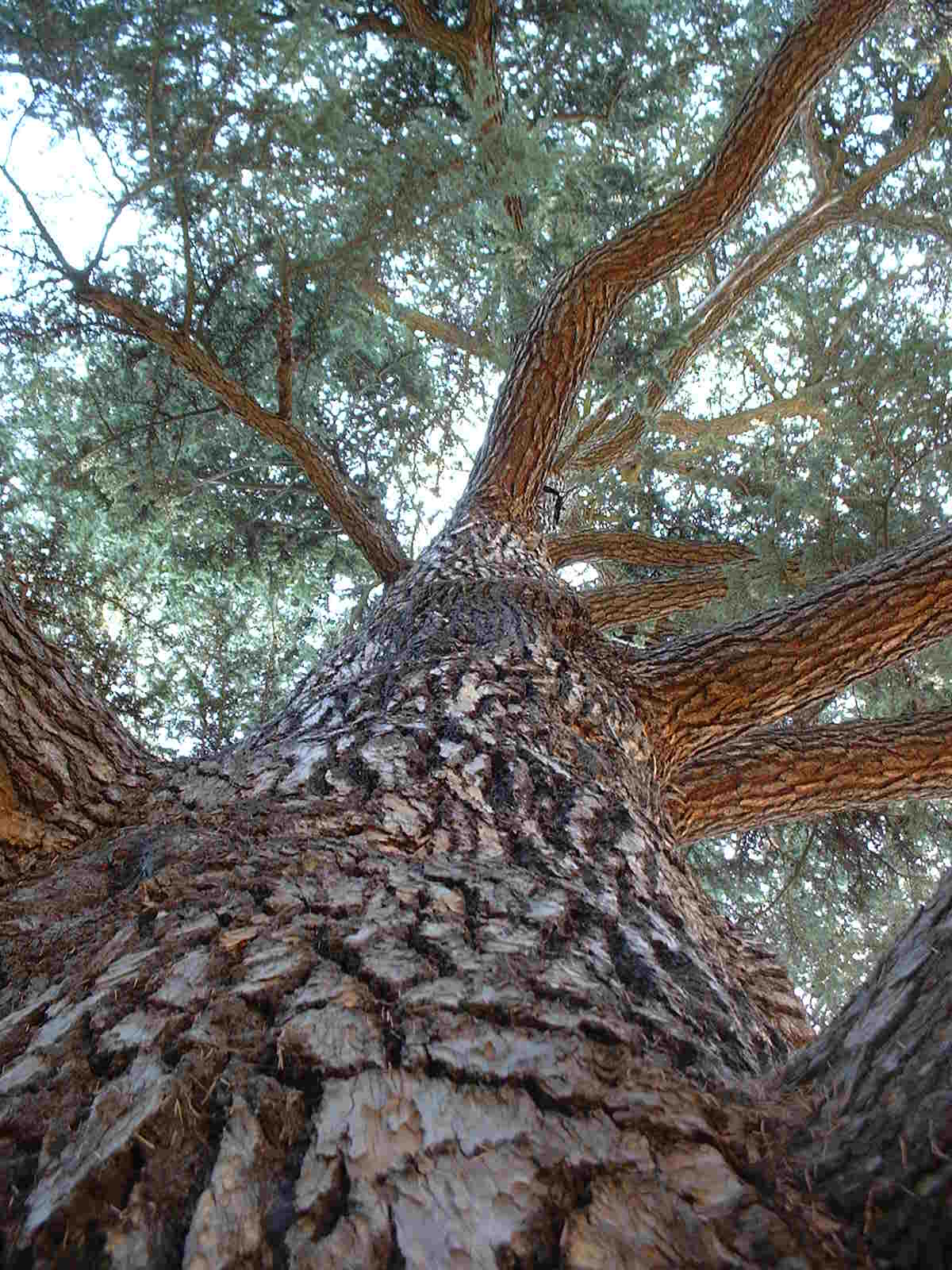
Modrzew libański posadzony przez Józefinę dla Napoleona niedaleko zamku dla upamiętnienia zwycięskiej bitwy pod Marengo

Po rozwodzie z Napoleonem Bonaparte, zamek stał się główną siedzibą Józefiny, która po wizycie cara Rosji Aleksandra I w 1814 roku zmarła nagle na zapalenie płuc.
Jej syn, książę Eugeniusz de Beauharnais odziedziczył zamek po Józefinie i jego wdowa z kolei sprzedała zamek szwedzkiemu bankierowi Jonasowi Hagermannowi.
W 1842 roku królowa Hiszpanii Maria Krystyna Burbon-Sycylijska (1806–1878), wdowa po Ferdynandzie VII królu Hiszpanii, zakupiła zamek by stworzyć tutaj swoją posiadłość i sprzedać ją następnie w 1861 roku Napoleonowi III.
Po wojnie francusko-pruskiej z 1870 roku, wojsko pruskie zniszczyło wnętrze zamku i urządziło w budynku koszary.
W 1877 roku państwo sprzedało zamek i przylegające tereny prywatnemu nabywcy, który rozparcelował teren sprzedając większość osobom prywatnym. Główny zamkowy obiekt z niewielkim terenem 6 hektarów został sprzedany mecenasowi Danielowi Iffla, nazywanemu Osiris. Celem Osirisa była odnowa zabytku tak, by odzyskał swoje piękno po jego dewastacji przez armię pruską. Renowacja została powierzona znanemu architektowi Pierre’owi Humbertowi i zamek po wielu latach odzyskał swoją świetność. Trzy lata przed śmiercią w 1904 roku, Osiris oddał zamek w ręce państwa wraz ze swoją prywatną napoleońską kolekcją dzieł sztuki.
Zamek w Malmaison należy dzisiaj do głównych narodowych muzeów napoleońskich, które udostępnia się publiczności. Zamek jest odnowiony w stylu Konsulatu i Pierwszego Cesarstwa. Jest to jedno z rzadkich muzeów we Francji, które posiada jednolity zbiór mebli i dekoracji z tej epoki. Szczególnie godne zwiedzania są sale biblioteki Napoleona i sala obrad w kształcie wojskowego namiotu.
Dzisiaj zamek wraz z przyległościami jest pod ochroną jako narodowy zabytek historyczny.

## Park zamkowy

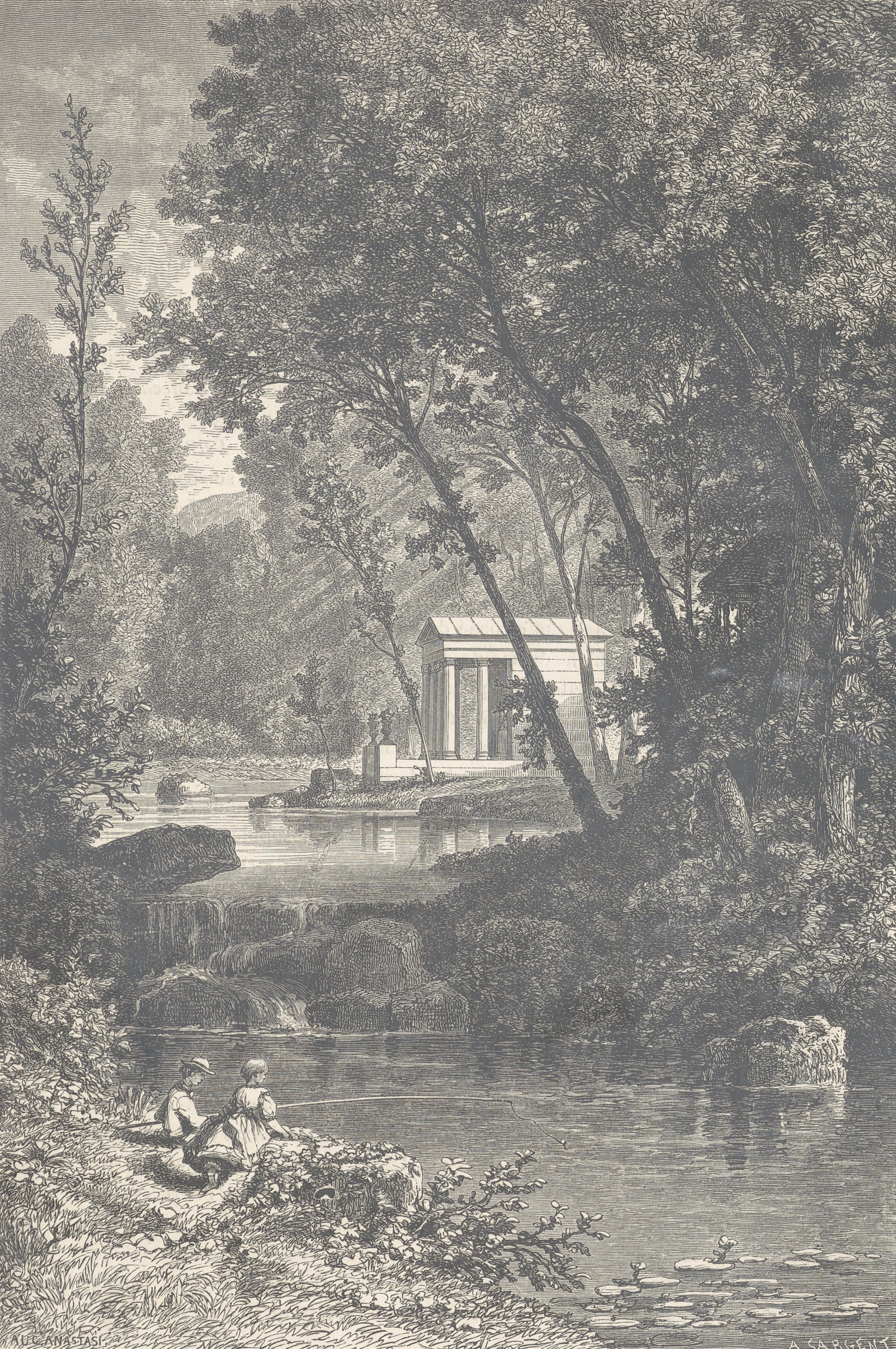
Świątynia Miłości w parku zamkowym (1887)

Józefina próbowała przekształcić ogromną posiadłość wiejską w jeden z najładniejszych i najciekawszych ogrodów Europy, który miał stać się wzorem dobrych upraw. Wyszukiwała ona i sprowadzała do swojego ogrodu najrzadsze i najbardziej egzotyczne okazy fauny i flory z całego świata. Józefina pisała: -Chciałabym, aby Malmaison mógł niedługo stać się źródłem bogactwa dla całej Francji...
Na życzenie Józefiny wybudowano w parku ogrzewaną oranżerię na tyle wielką aby pomieścić 300 roślin ananasowych. Pięć lat później na jej polecenie wybudowano szklarnię ogrzewaną przez dwanaście pieców węglowych, co było rzadkością w tym czasie. Szklarnia przylegała do budynków tak zwanego Małego Zamku Malmaison (Château de la Petite Malmaison) w których Józefina dawała bale i przyjęcia. Od 1803 roku do jej śmierci w 1814 roku, Józefina uprawiała ponad 200 nowych roślin nieznanych w ówczesnej Francji.
Posiadłość Józefiny była dobrze znana ze wspaniałego rozarium. Cesarzowa poprosiła artystę belgijskiego Pierre-Joseph Redouté (1759 – 1840), aby sklasyfikował i opisał jej róże i irysy. Powstałe w tym czasie rysunki róż stworzone dla Józefiny przez Redouté znane są i lubiane aż do dzisiaj. Józefina stworzyła ogromną kolekcję róż, sprowadzając je ze swojej rodzinnej Martyniki  i z innych miejsc na całym świecie. Uprawiała ponad 250 różnych odmian róż. We wstępie do dzieła "Jardin de la Malmaison" z 1803 roku można wyczytać:
-Zgromadziła pani wokół siebie najrzadsze rośliny które można spotkać we Francji... tak jak my możemy je podziwiać w pięknych ogrodach w Malmaison, przypominają nam one wojenne zwycięstwa pani wspaniałego męża...
Ptaki i zwierzęta różnych gatunków zaczęły wzbogacać ogród w Malmaison, gdzie trzymano je na wolności. W tym czasie w ogrodzie w Malmaison można było podziwiać kangury, strusie, czarne łabędzie, zebry, gazele, kozy górskie, i nawet jedną fokę, antylopy i lamy, aby nie wspomnieć tylko kilka z nich. Niektóre zwierzęta pochodziły z wypraw znanego odkrywcy Nicolas Baudin.
Po rozwodzie z Napoleonem Bonaparte, Józefina otrzymała posiadłość w Malmaison w całości wraz z roczną pensją 5 milionów franków. Mieszkała ona w zamku w Malmaison aż do swojej śmierci w 1814 roku. Napoleon wrócił do posiadłości po swojej klęsce pod Waterloo w 1815 roku i pozostał tam aż do wygnania na wyspę Świętej Heleny.

## Napoleońska posiadłość w Malmaison
Po śmierci Józefiny, park zamkowy o powierzchni 726 hektarów był pod opieką botanisty Etienne Soulange-Bodin. Dzisiaj posiadłość jest podzielona na wiele części, z których najważniejsze są:
- Zamek w Malmaison i park wokół głównego zamku
- park i zamek Petite Malmaison, (Château de la Petite Malmaison) obecnie z rękach prywatnych hrabiego Czarneckiego
- park i zamek Bois-Préau, (château de Bois-Préau) gdzie znajduje się druga część muzeum napoleońskiego aktualnie w renowacji
- posiadłość i zamek Vert-Mont, aktualnie własność Francuskiego Instytutu Naftowego.

## Galeria

### Widok zamku

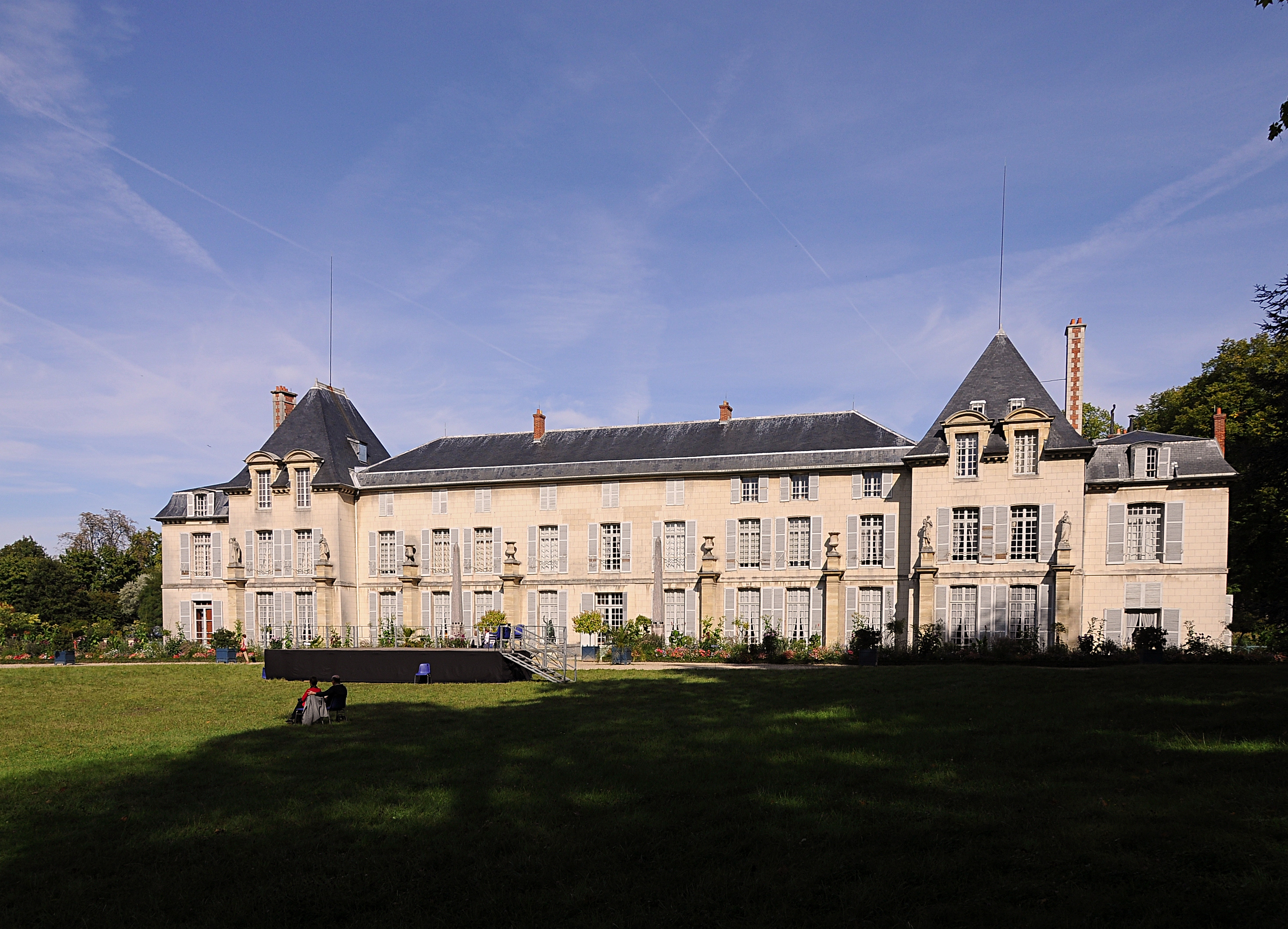
Fasada od strony parku
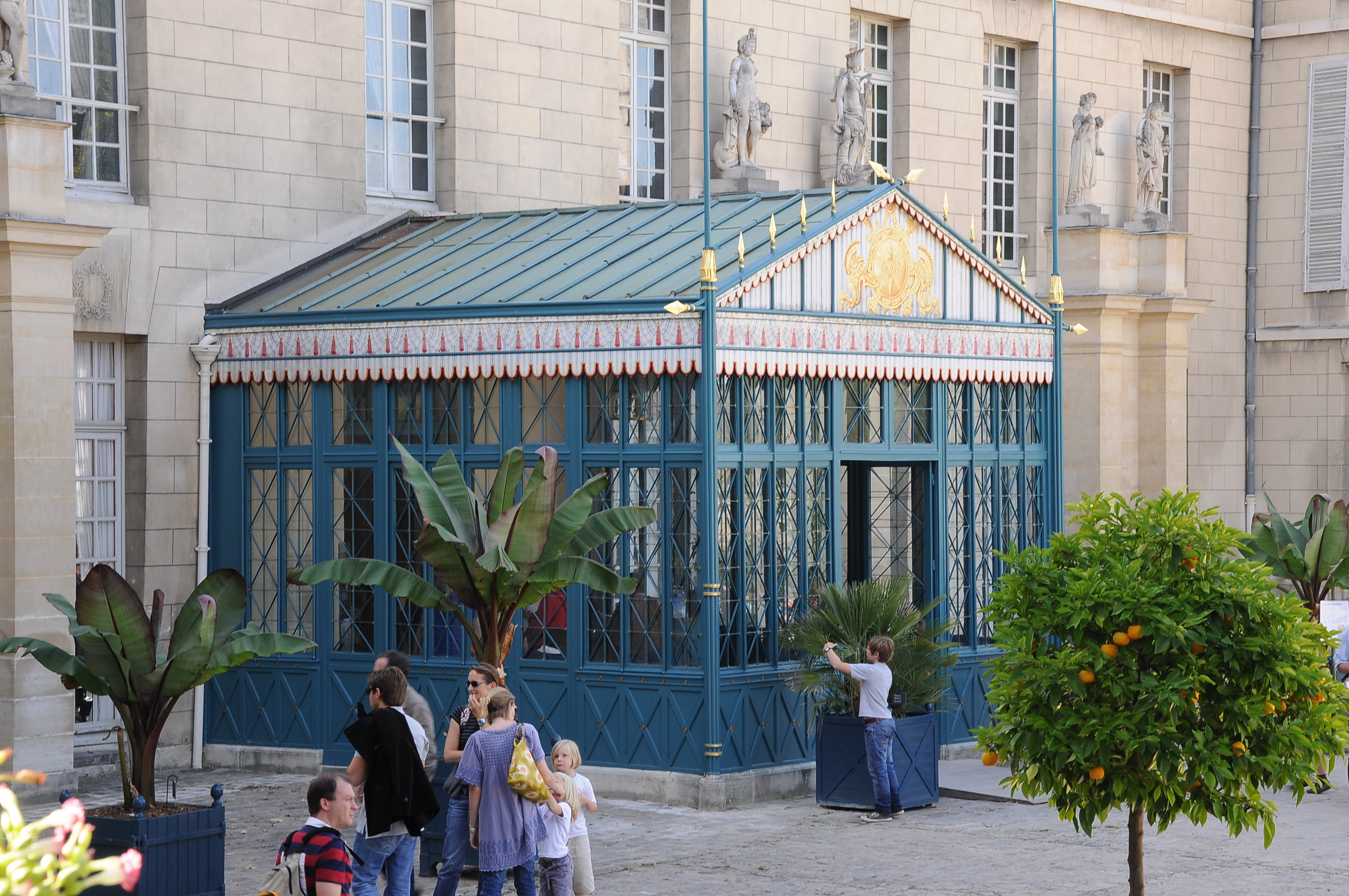
Główne wejście do zamku
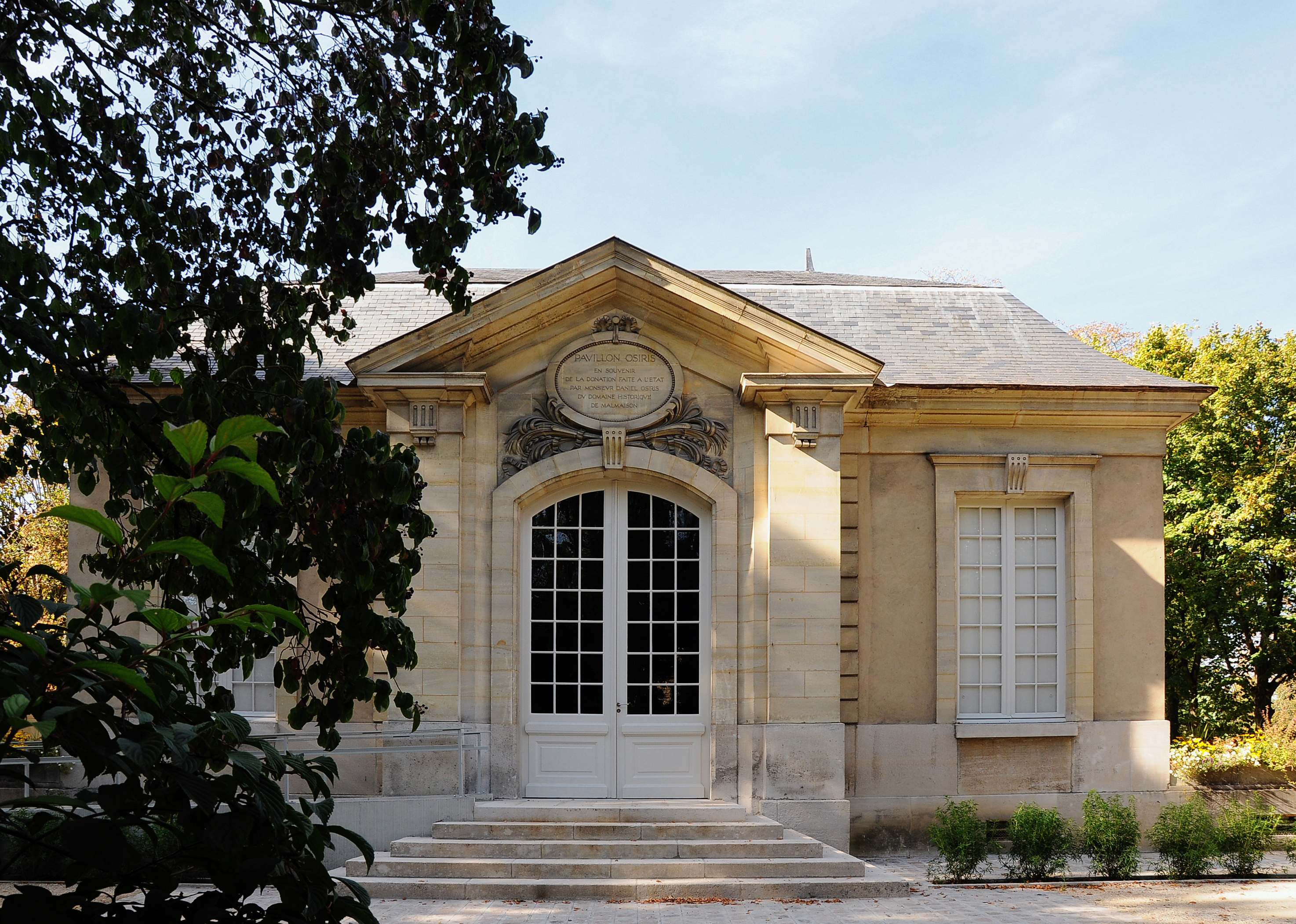
Pawilon Osirisa w Parku Malmaison
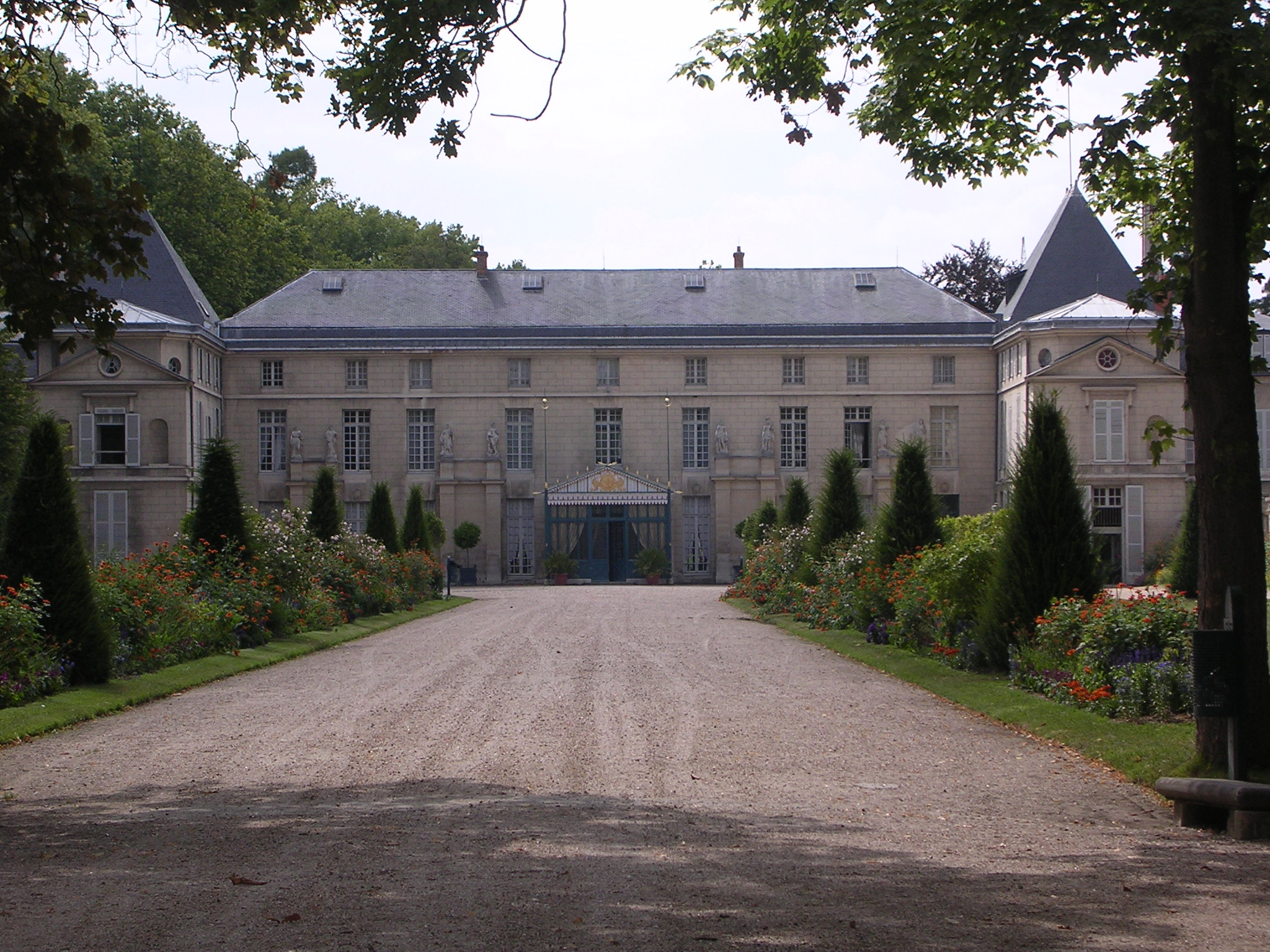
Widok na główne wejście i fasadę północno-wschodnią

### Wnętrza zamkowe

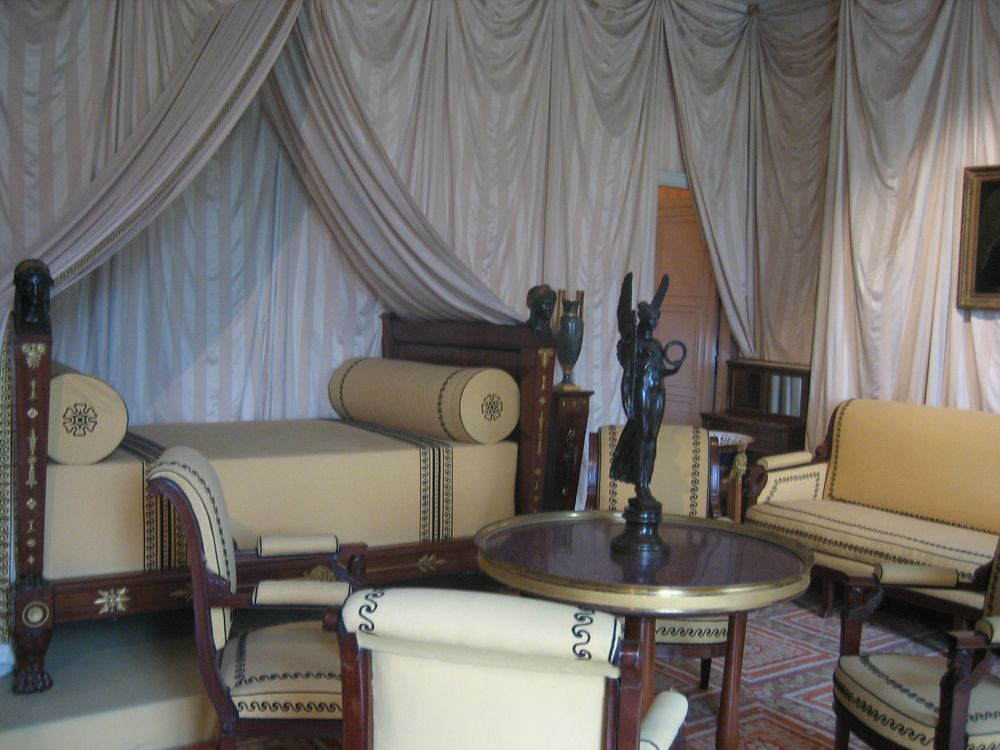
Sypialnia Napoleona
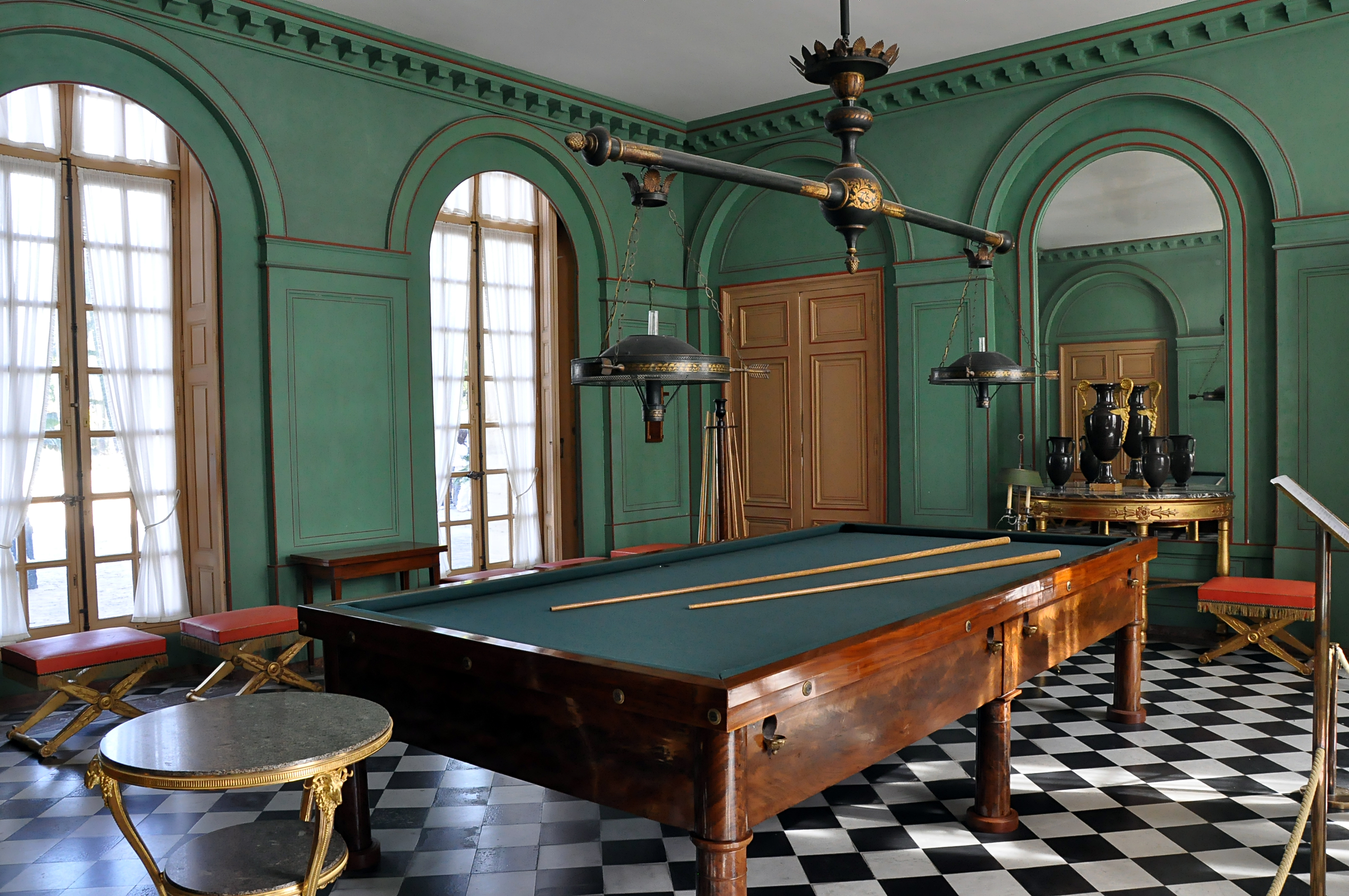
Sala gier
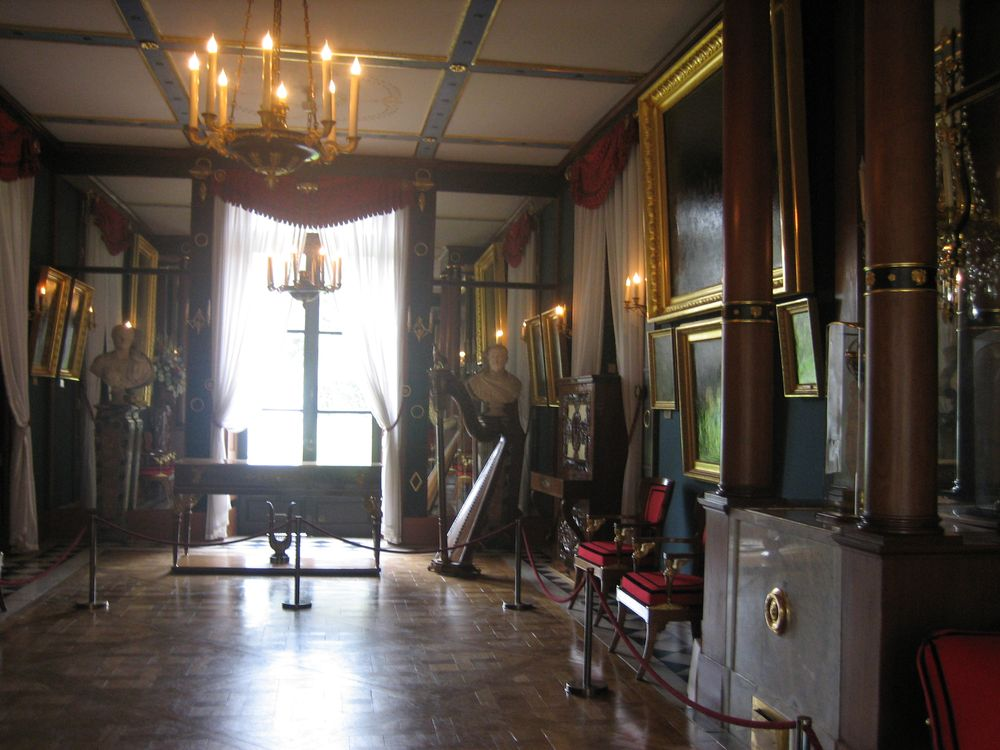
Salon muzyczny
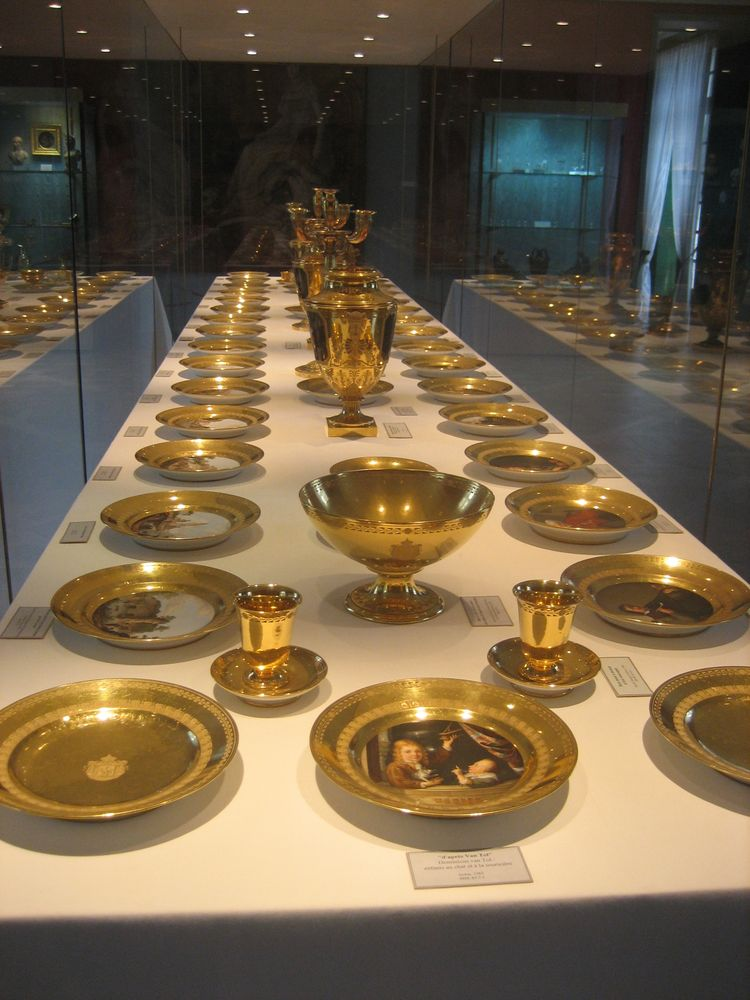
Servis Józefiny (porcelana z fabryki w Sèvres)

Biblioteka
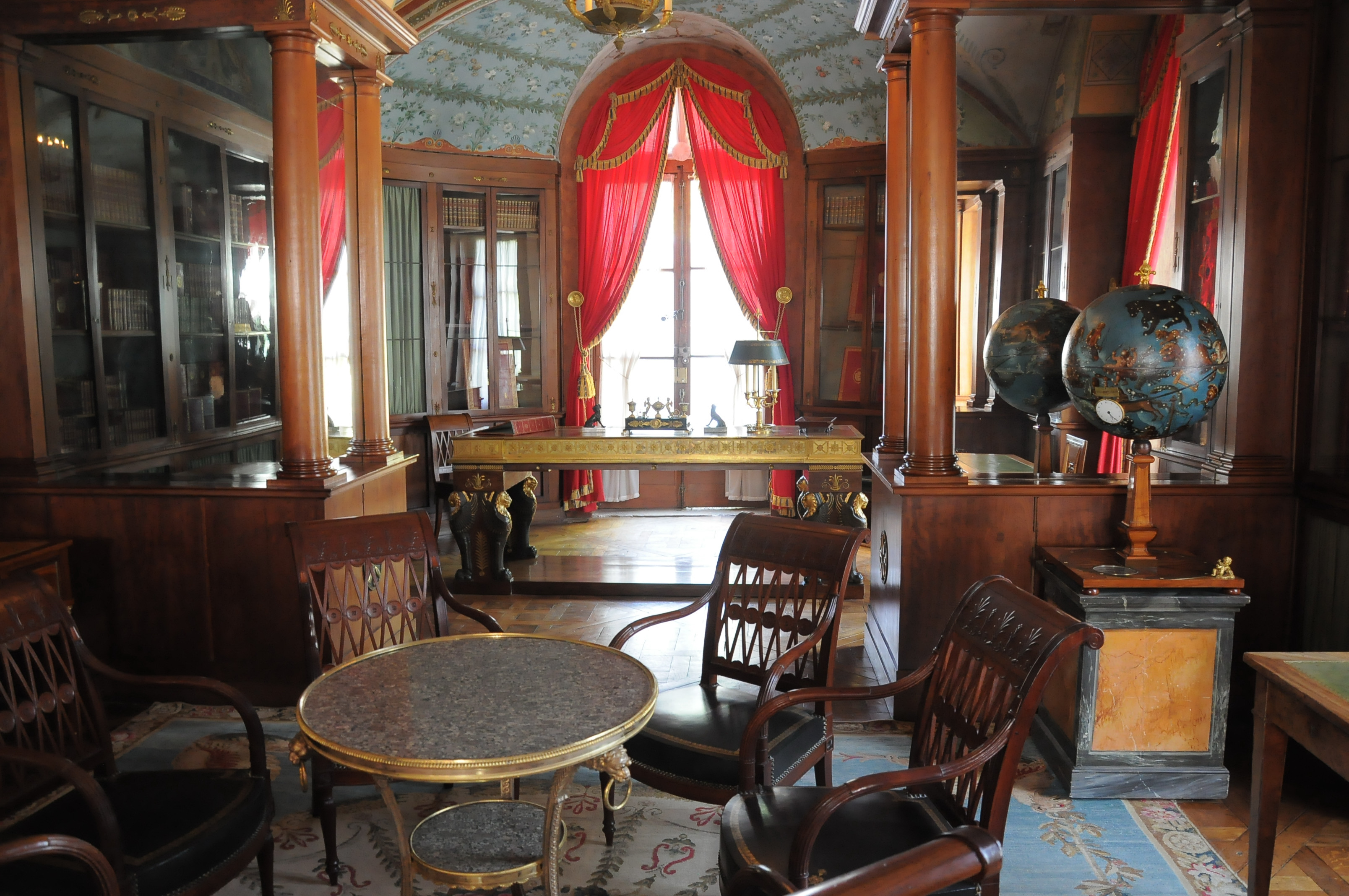
Biblioteka z 1800 według Charlesa Perciera i Pierre’a-François-Léonarda Fontaine’a
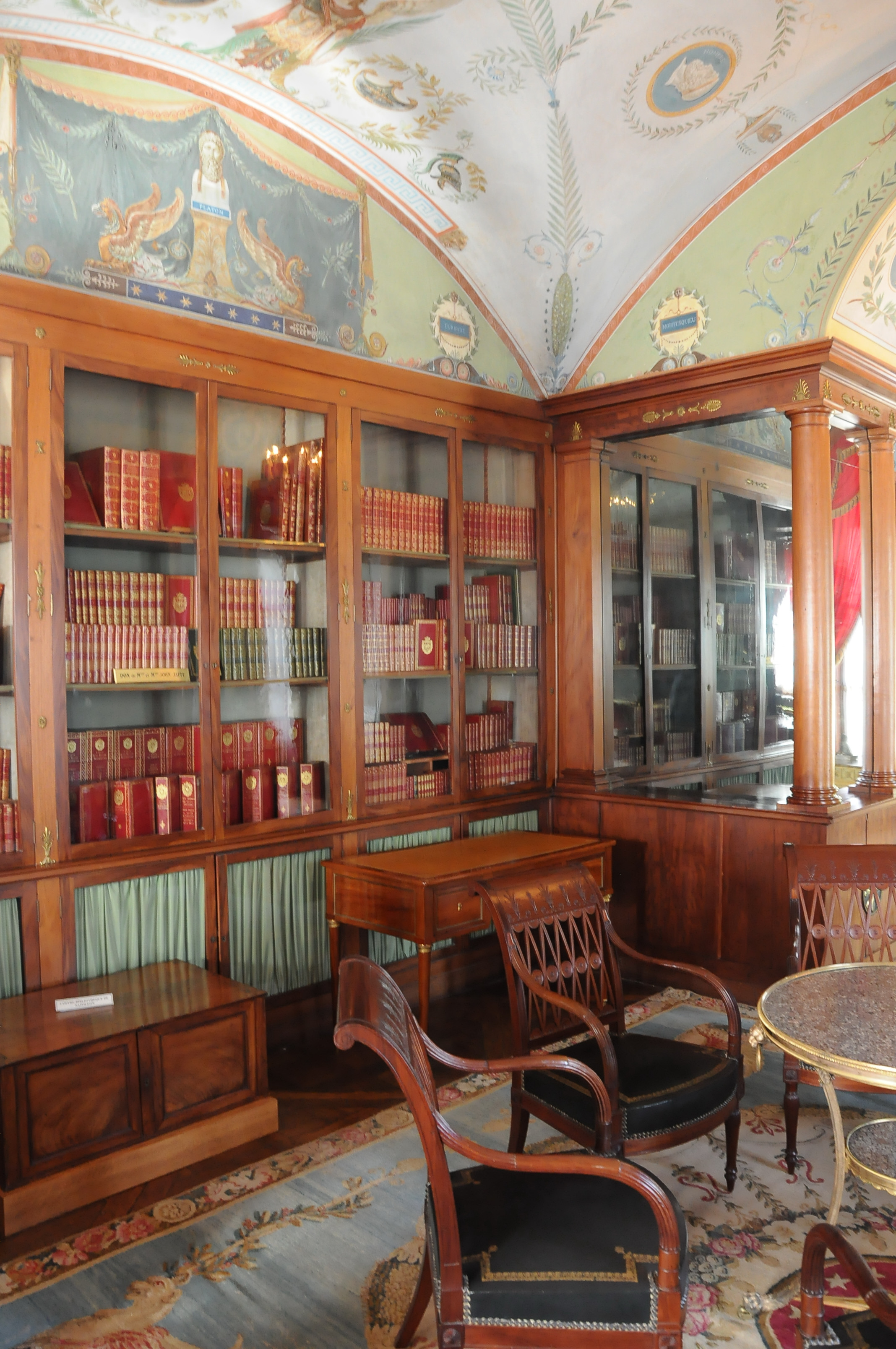
Meble, dzieło braci Jacob-Desmalter
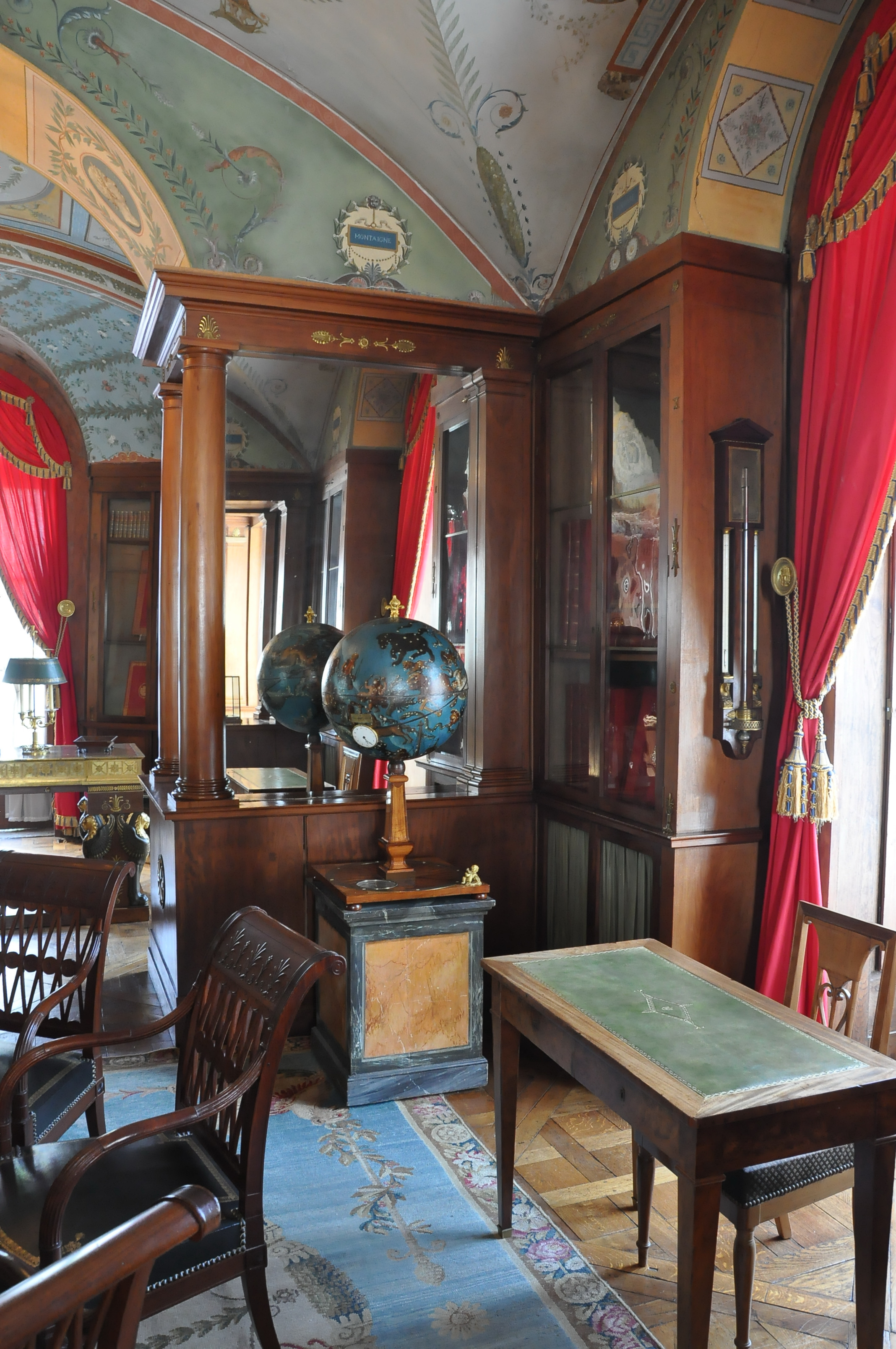
W głębi kula niebiańska, dzieło Nicolasa-Constanta Lemaire’a z 1788

Apartamet Józefiny
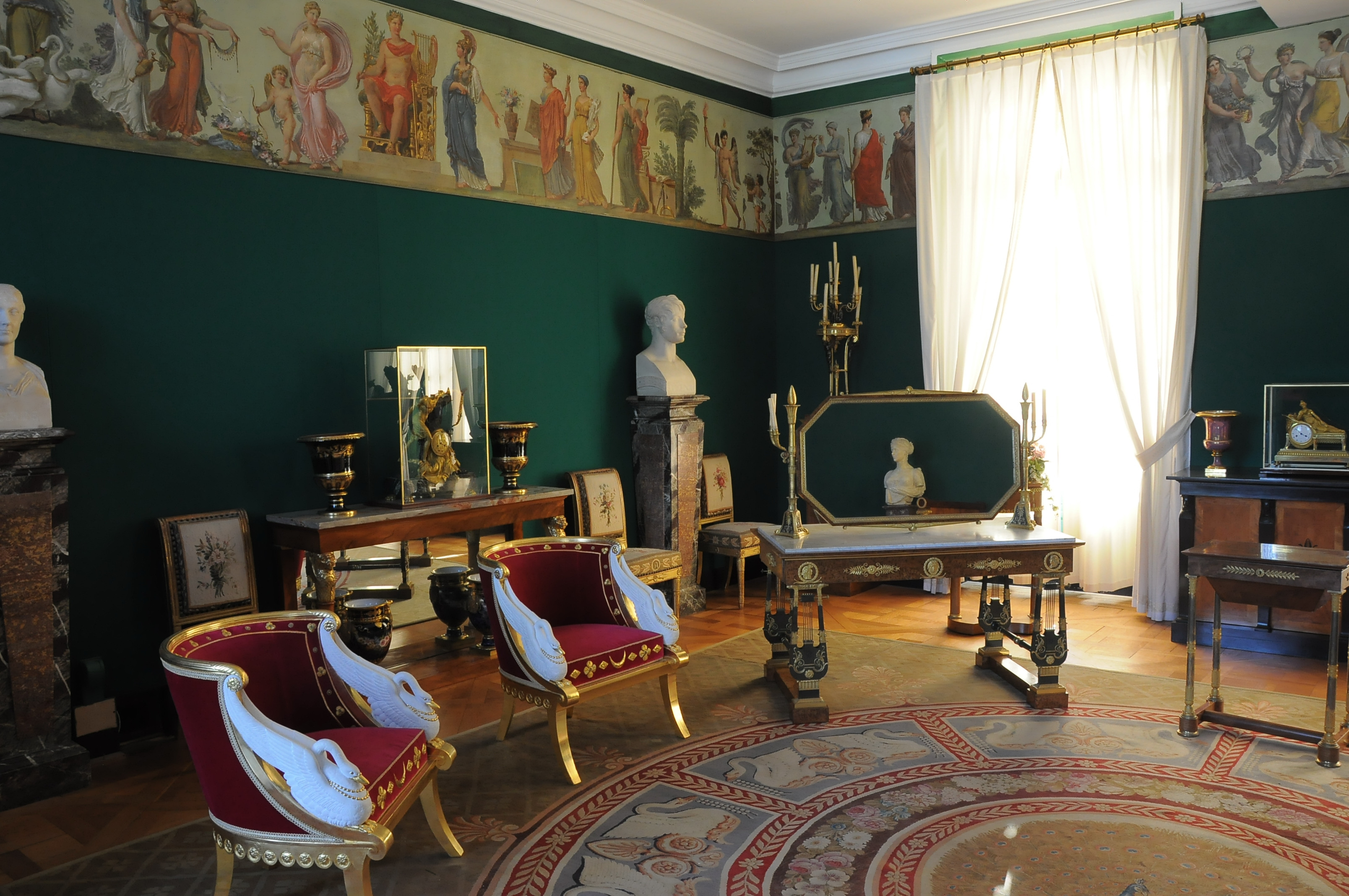
Prosta dekoracja wejścia do sypialni Józefiny
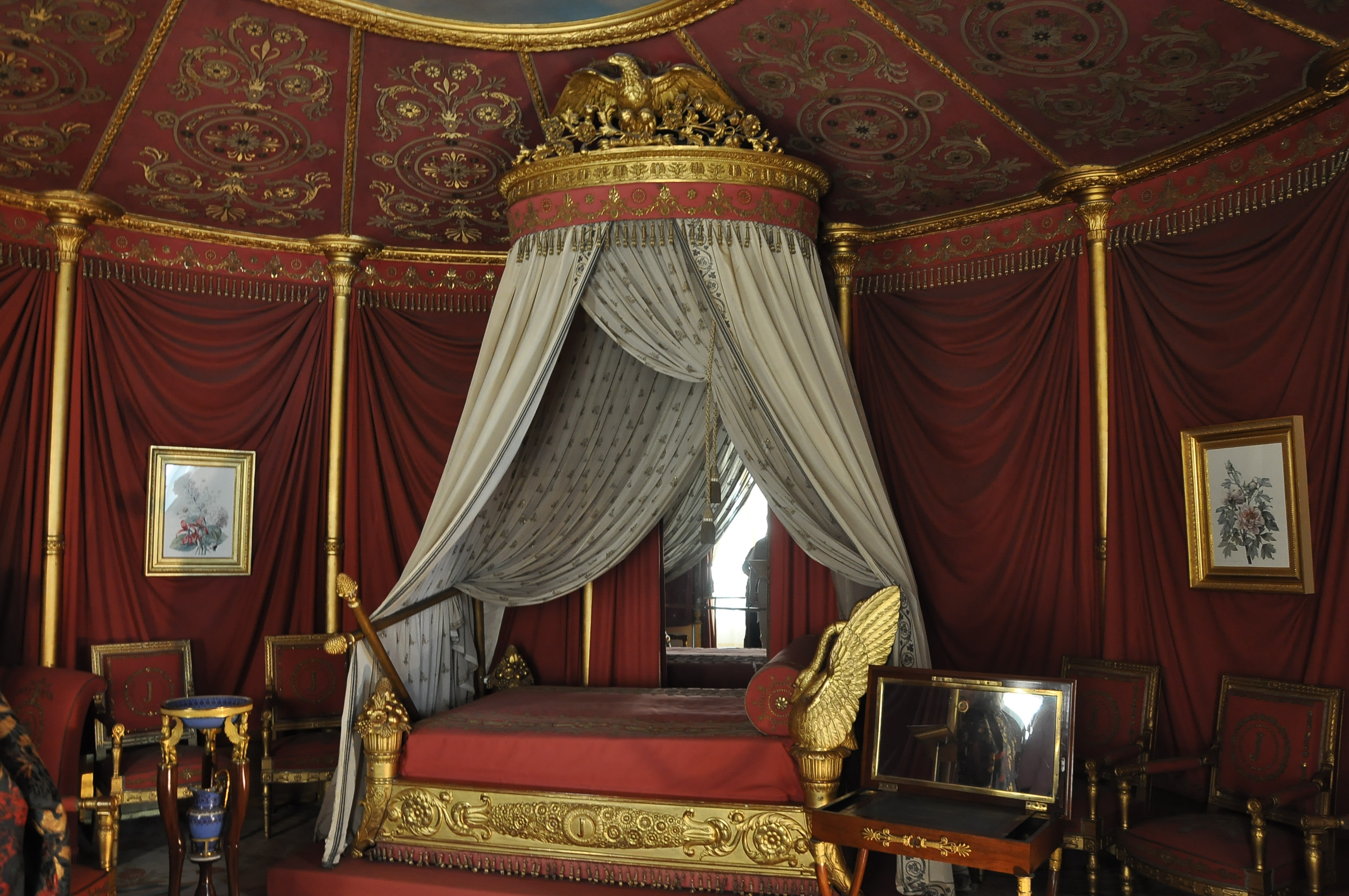
Sypialnia Józefiny wraz z oryginalnym łożem
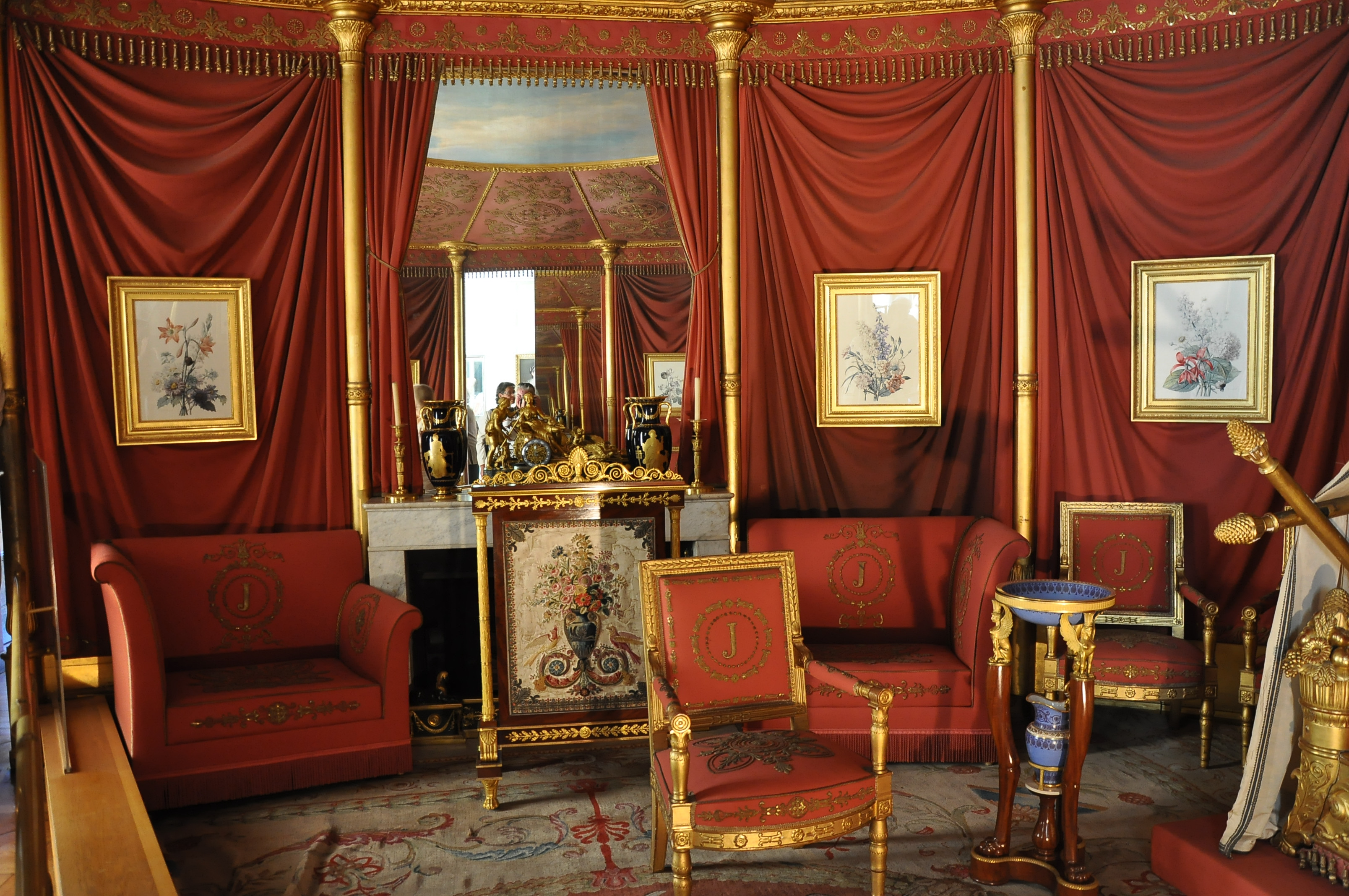
Dekoracja ścienna i meble odrestaurowane według stanu za Napoleona III z 1865
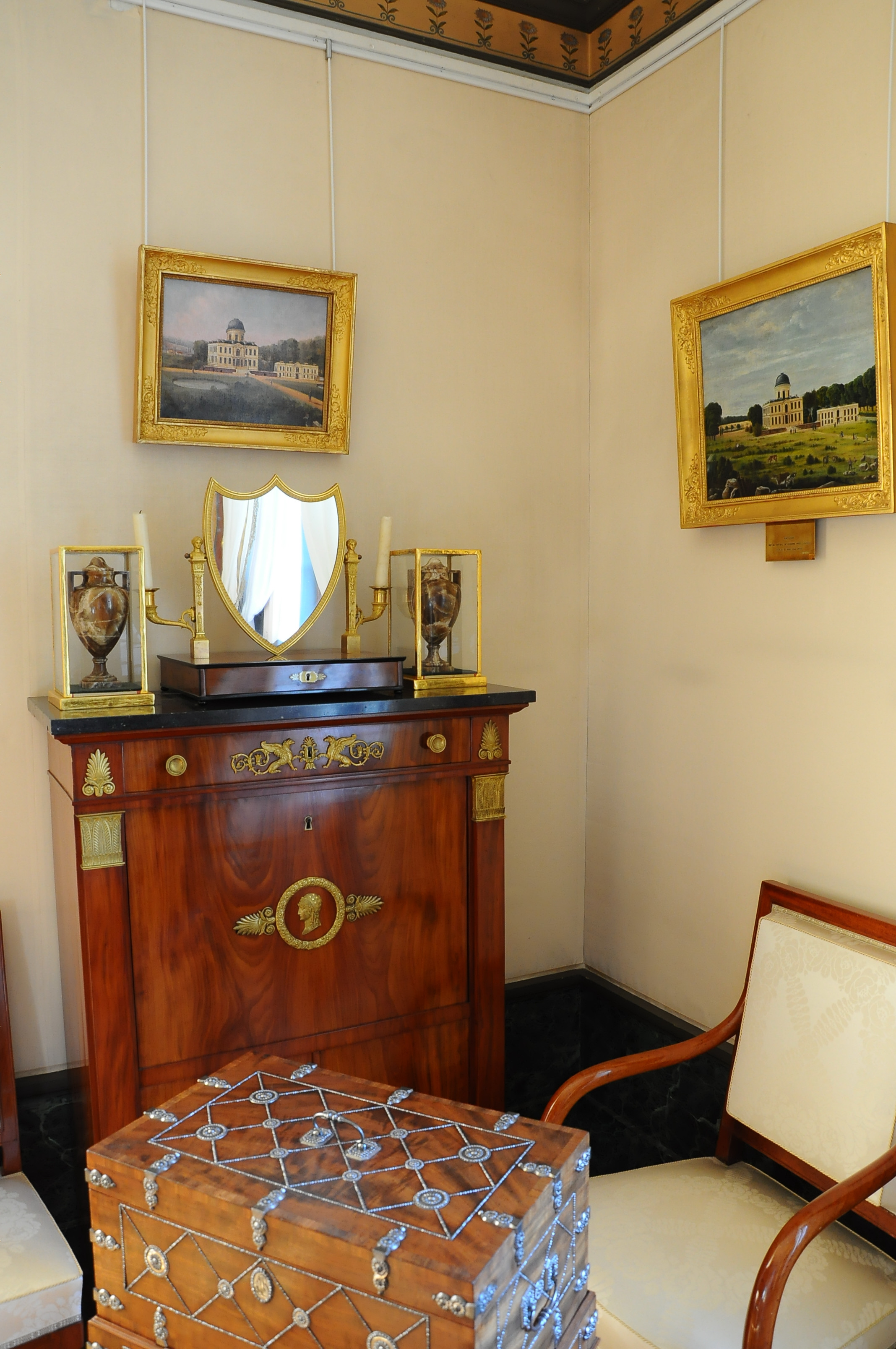
Zwykła sypialnia w apartamencie Józefiny
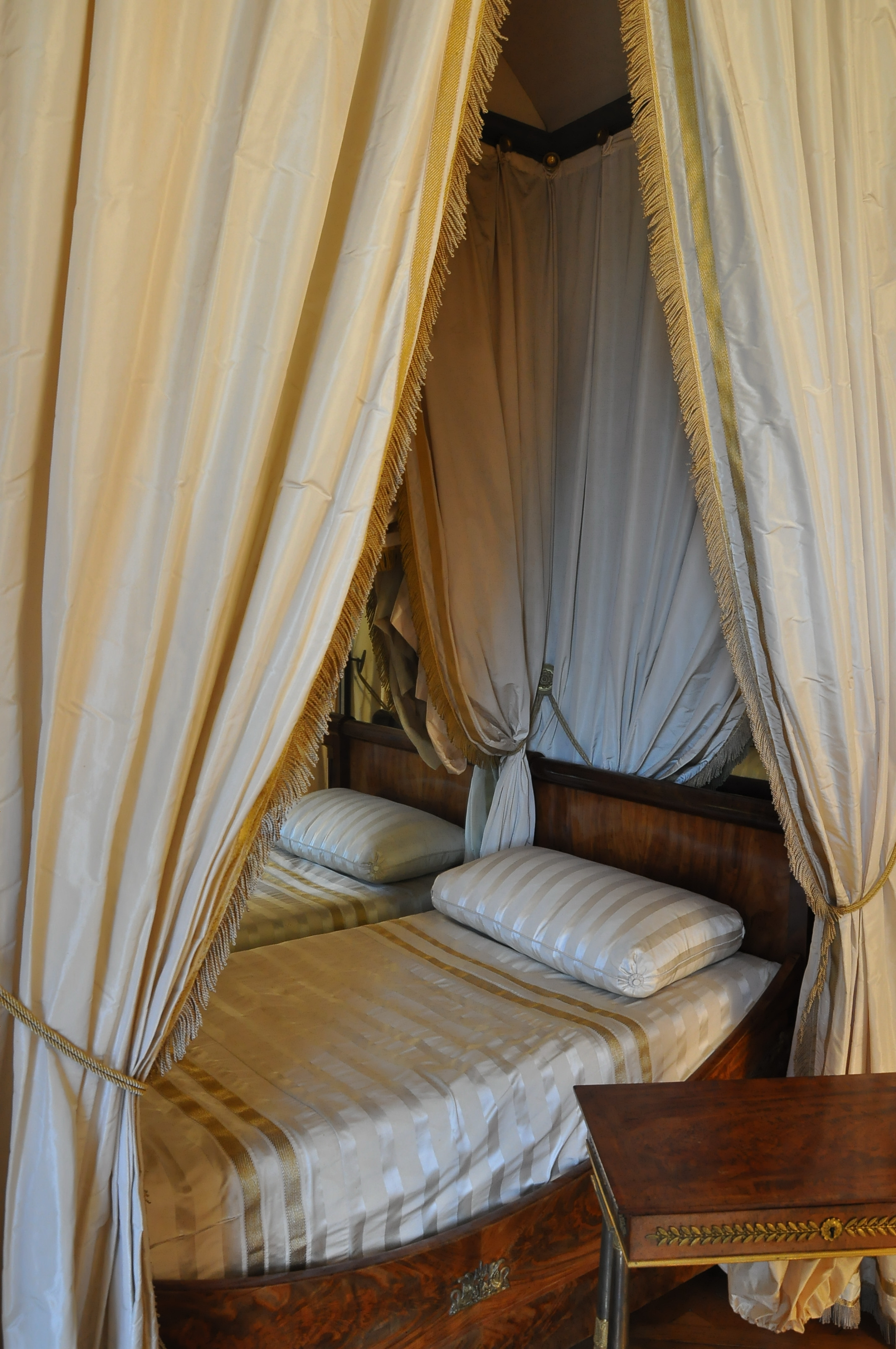
Łoże w zwykłej sypialni Józefiny
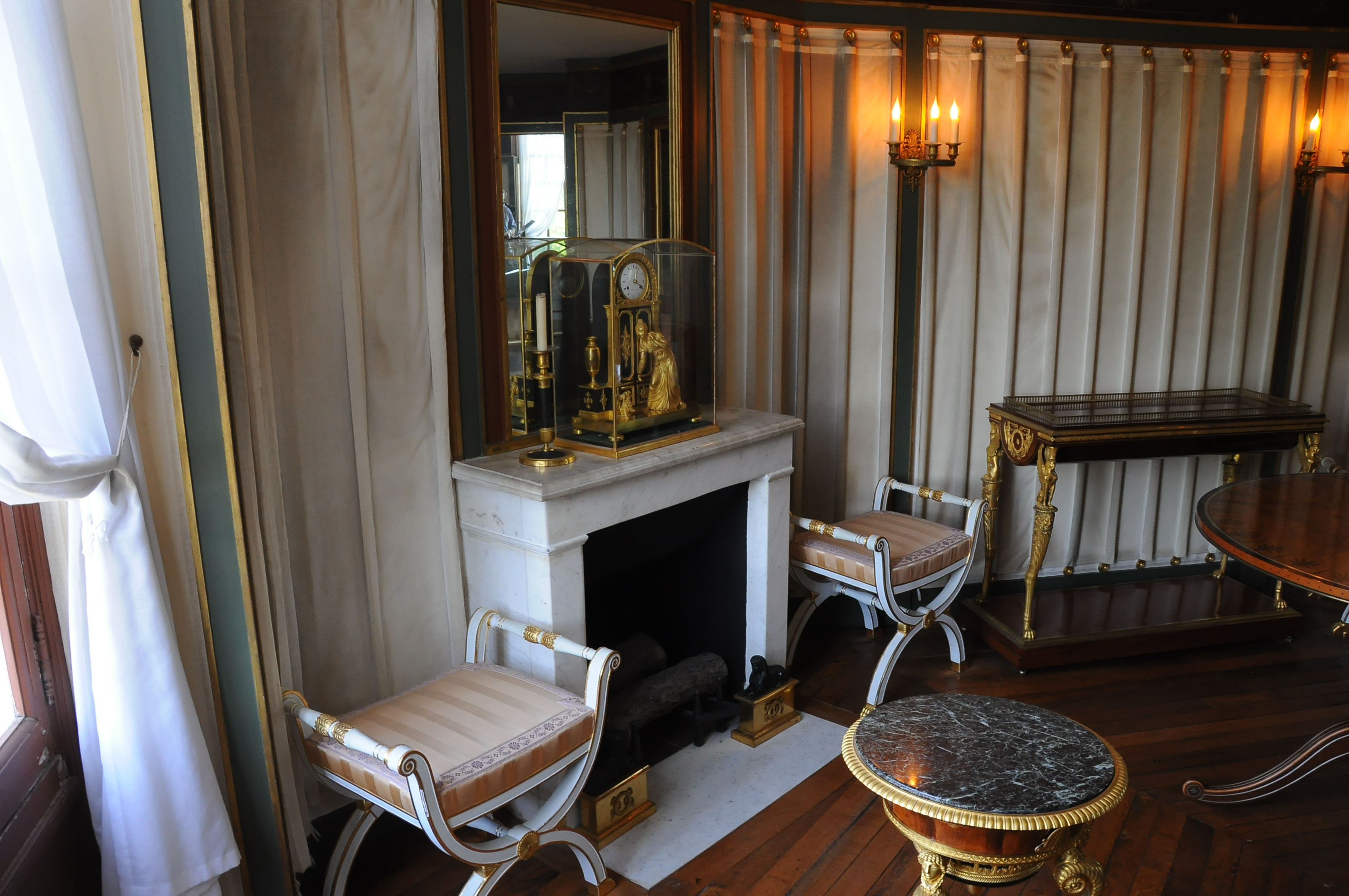
Łazienka w apartamencie Józefiny

Jadalnia
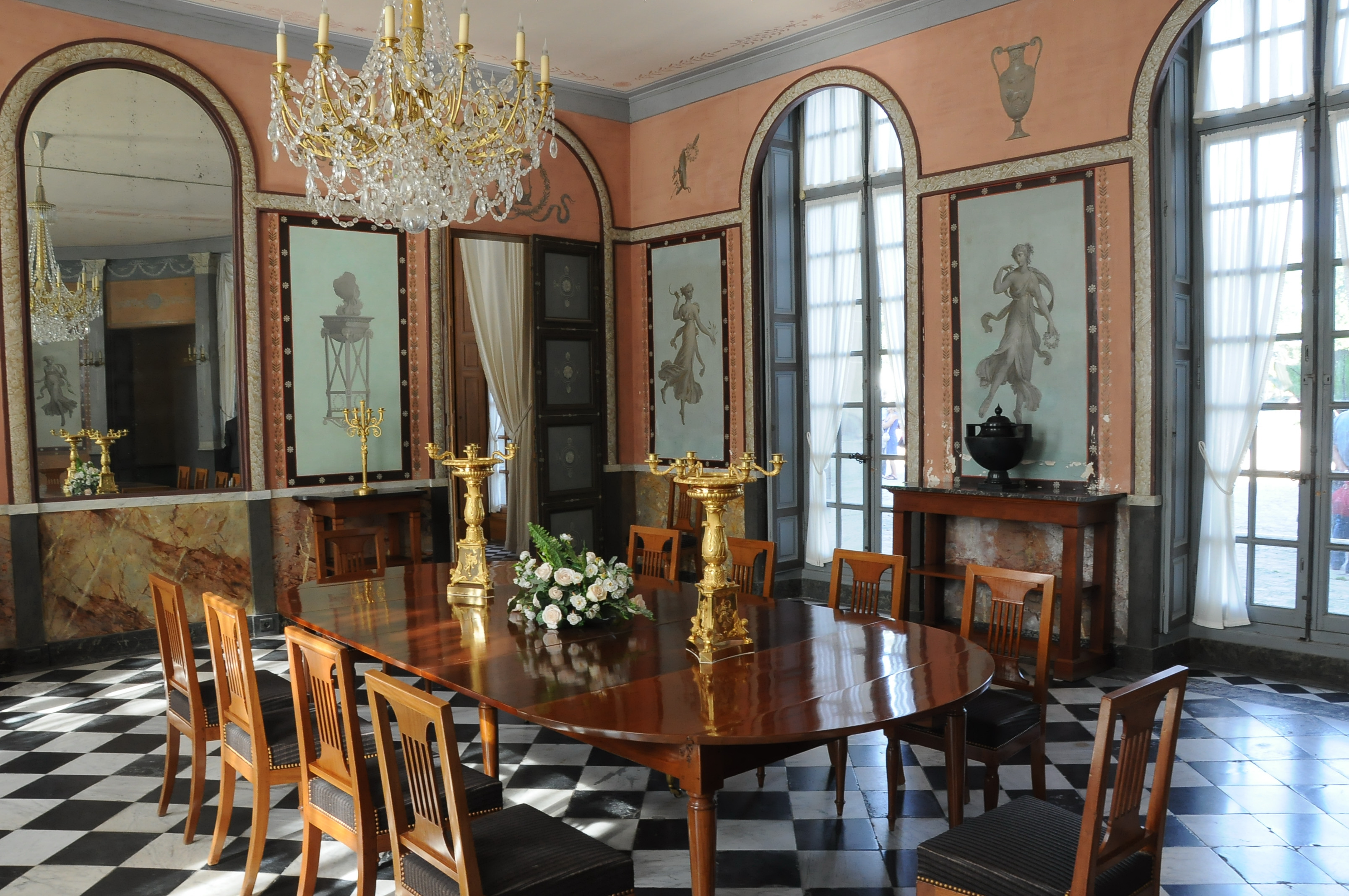
Dekoracja według Charlesa Perciera i Pierre’a-François-Léonarda Fontaine’a
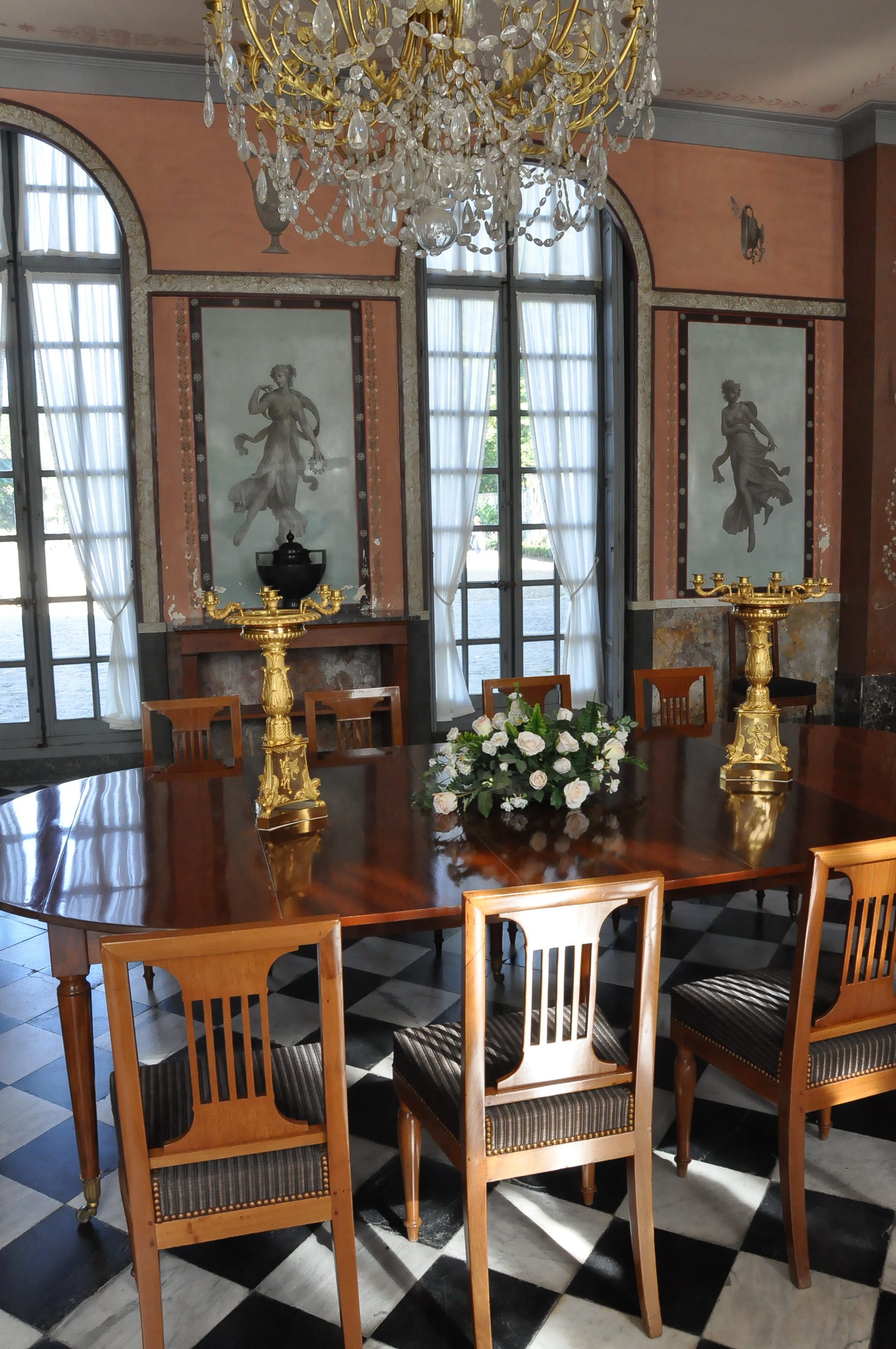
Malowidła ścienne, dzieło Louis Lafitte’a z 1800, przedstawiające sześć tancerek z Pompei
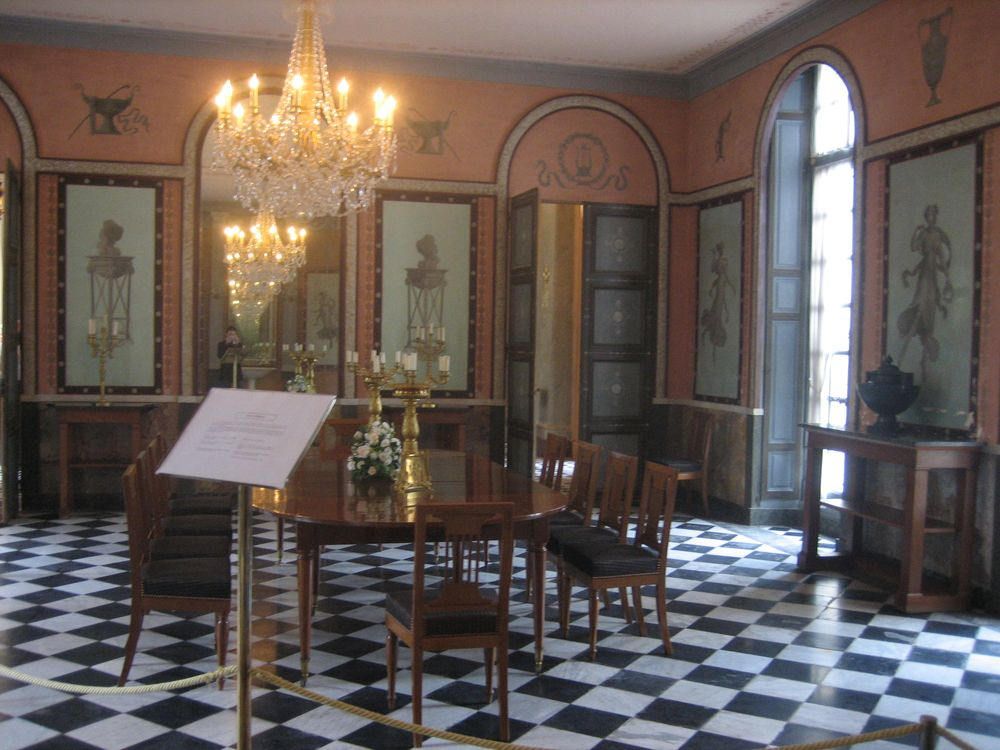
Jadalnia